# 特魯曼 (阿肯色州)
特魯曼（英語：Trumann）是一個位於美國阿肯色州波因塞特縣的城市。

## 地理
特魯曼的座標為35°40′35″N 90°31′09″W / 35.67639°N 90.51917°W，而該地的平均海拔高度為69米（即226英尺）。

## 人口
根據2020年美國人口普查的數據，特魯曼的面積為15.03平方千米，皆為陸地。當地共有人口7399人，而人口密度為每平方千米492人。